# Pogonieae
Pogonieae é uma das duas tribos em que subdivide-se a subfamília Vanilloideae da família Orchidaceae. Pogonieae está dividia em cinco gêneros, no total representados por 78 espécies, distribuídas pela América, com 75 espécies e Ásia oriental, com somente três espécies. São plantas terrestres perenes, geralmente de crescimento simpodial, frequentemente de caules ocos.
As espécies pertencentes à tribo Pogonieae, quase que somente são encontradas em estado selvagem pois, ao serem retiradas de seu habitat natural, suas longas raízes tuberosas normalmente sofrem danos irreparáveis. Da mesma forma a reprodução comercial por sementes é complicada pois no momento do replante é necessário muito cuidado para não danificá-las de modo que os produtores limitam-se às orquídeas de manejo mais simples. Adicionalmente, por serem plantas terrestres e em regra pouco vistosas, não se adaptam bem em vasos sendo mais indicadas para canteiros.
Antes do advento das análises moleculares havia muita controvérsia sobre o exato posicionamento desta tribo em meio às orquídeas. Era então considerada uma tribo anômala e classificada isoladamente.

## Taxonomia de Pogonieae
Os cinco gêneros podem ser reconhecidos e separados pelas seguintes características:
- Pogoniopsis - são plantas sem clorofila nem folhas.
- Isotria - todas suas folhas encontram-se ao redor das flores, não são alternadas como as outras.
- Duckeella - têm flores amarelas e longas folhas lineares.
- Pogonia - as flores quase sempre solitárias, tem o labelo muito cabeludo e as raízes não têm túberes.
- Cleistes - flores de pelos curtos em sucessão, raízes geralmente tuberosas.